# Władysław Starewicz
Władysław Starewicz (27. července 1882 Moskva – 8. srpna 1965 Fontenay-sous-Bois) byl loutkový animátor, který ve svých filmech často používal jako protagonisty preparovaný hmyz a zvířecí figurky. Svou tvorbu zahájil v Rusku a po Říjnové revoluci v ní pokračoval ve Francii. Kromě polské podoby jeho jména se vyskytují také podoby: Vladislovas Starevičius (litevsky), Старевич, Владислав Александрович (rusky), Ladislas Starevitch/Starewitch (francouzsky/nejčastěji používané ve Francii), Ladislas Starevich (anglicky) a Ladislaus Starewitsch (v němčině).

## Život a kariéra

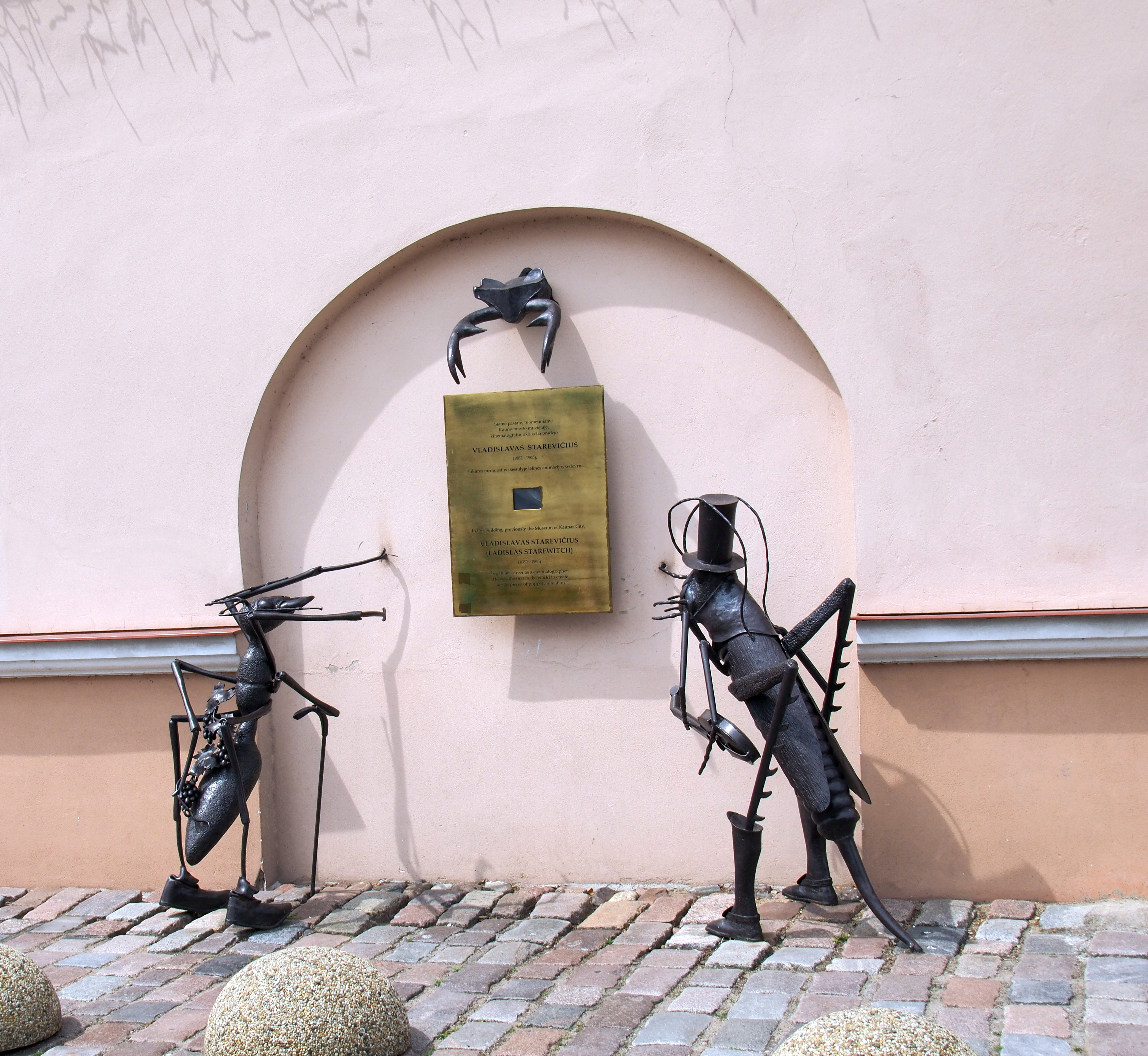
Pamětní deska v Kaunasu (Litva)

Starewicz se narodil polským rodičům z Litvy. Jeho matka zemřela v roce 1886. Vyrůstal se svými prarodiči z matčiny strany v Kaunasu. Zajímal se o kreslení a malování, psaní a herectví a začal sbírat motýly.
Starewicz pracoval na katastrálním úřadě v Kaunasu a ve volném čase se věnoval herectví a fotografování. Díky kontaktům s městským Etnologickým a přírodovědným muzeem natočil v roce 1909 svůj první film, jeden ze čtyř dokumentů pro muzeum. Jeho práce pro entomologické oddělení vyústila v jeho první animovaný film „Lucanus Cervus“ v roce 1910, který byl natočen technikou stop-motion. Zobrazuje boj dvou roháčů. Říká se, že se inspiroval filmem Émile Cohla „Les allumettes animées“ (1908).
Starewicz následně napsal a režíroval vlastní scénáře s animovaným hmyzem, včetně filmu Mravenec a kobylka (1913). Nejprve hmyzu odstranil končetiny a poté je znovu připevnil voskem, aby vytvořil pohyblivost potřebnou pro animaci. V roce 1912 se Starewicz vydal do Moskvy a pracoval pro filmovou produkční společnost Alexandra Chanžonkova. Tam natočil řadu krátkých loutkových filmů s hmyzem a domácími loutkami. Nejznámější z nich jsou Krásná Ljukanida a Pomsta kameramana (oba z roku 1912), které se dočkaly i mezinárodního uznání. Některá z jeho režijních děl byla zároveň celovečerními filmy, včetně Sněguročky (1914) a Ruslana a Ludmily (1915) s hercem Ivanem Mozžuchinem v hlavní roli.
Během první světové války pracoval Starewicz pro různé produkční společnosti a v roce 1917 se přestěhoval z Moskvy do Jalty na Krymu. Odtud po říjnové revoluci uprchl přes Itálii do Francie, kde přijal jinou formu svého jména „Ladislas Starewitch“.
V letech 1920/21 začal nezávisle natáčet loutkové animované filmy. Jeho prvním filmem ve francouzském exilu byl Les Grenouilles qui demandent un roi (1922), politická bajka založená na Ezopově pohádce. Mezi jeho nejuznávanější filmy patří ručně kolorovaný La Voix du rossignol/Hlas slavíka (1923), L'horloge magique/Kouzelné hodiny (1928) a Fétiche Mascotte (1934). La Voix du rossignol získal v roce 1925 v USA zlatou medaili za nejlepší krátký film.
V roce 1928 podepsal Starewicz produkční smlouvu s Louisem Nalpasem. Jeho první celovečerní film, Lišák Reynard, byl natočen v Paříži v letech 1929 až 1931, ale premiéru měl až v roce 1937 v Berlíně a ve Francii byl uveden (jako zvukový film) v roce 1941. V době premiéry to byl teprve druhý celovečerní loutkový animovaný film, který kdy byl natočen. Nové požadavky na zvukový a později barevný film zkomplikovaly produkční podmínky, ale Starewicz pokračoval v produkci, zejména na konci 40. let 20. století, až do své smrti. Zanzabelle v Paříži získala zlatou medaili za nejlepší dětský film na filmovém festivalu v Benátkách v roce 1947 a Kapradina získala první cenu za nejlepší animovaný film na 11. ročníku dětského filmového festivalu v Benátkách v roce 1949.
Je považován za prvního mistra loutkové animace. Jeho animace se vyznačuje dokonalostí a plynulostí.